# Gotthard Schuh
Gotthard Schuh est un artiste peintre et reporter photographe suisse né le 22 décembre 1897 à Berlin-Schöneberg et mort le 29 décembre 1969 à Küsnacht.
Il a été à l'avant-garde du photo-journalisme suisse et compte parmi les plus grands photographes du XXe siècle.

## Biographie

### Jeunesse
Gotthard Schuh naît en 1897 à Schöneberg, près de Berlin. Ses parents, de nationalité suisse, sont originaires d’Iseltwald dans le canton de Berne. Ils regagnent la Suisse en 1900. Gotthard fait ses études primaires et secondaires à Aarau. Il commence à peindre à l'âge de dix-sept ans et s'inscrit à l’école des Arts et Métiers de Bâle en 1916.
Au cours de la Première Guerre mondiale, il est affecté à la surveillance des frontières. En 1919, il dispose de son propre atelier pour peindre à Bâle.

### Carrière artistique
En 1920, Schuh effectue un grand voyage en Italie avec son ami Felix Oehler qui meurt à la fin du voyage. Schuh s’installe alors comme peintre à Krailling près de Munich où a lieu sa première exposition à la galerie Tannhauser. Mais en 1925, il remet en question sa vocation de peintre.
Gotthard Schuh rentre en Suisse en 1926 et trouve du travail dans un magasin de photographie de Saint-Gall. Il se marie en 1927 avec Marga Zürcher. Le couple s’installe Trichtenhauserstrasse à Zurich. Il expose ses tableaux à la galerie Forter et à la galerie Aktuaryus à Zurich. En 1929, au cours d’un voyage en Italie, il rencontre le cinéaste Sergueï Eisenstein.
Vers 1930 il fait ses premières photos en autodidacte, et achète son premier appareil, un Rolleiflex en 1931. Il publie ses premières photos dans le Zürcher Illustrierte et dans de nombreux magazines (Vu, Paris Match, Berliner Illustrirte Zeitung, Life). Sa femme Marga part pour neuf mois pour étudier à la Sorbonne à Paris. Il la rejoint en 1932 et y rencontre Picasso, Fernand Léger et Georges Braque. Il réalise ses premières photos nocturnes de Paris.
À partir de 1932, Gotthard Schuh fait partie, avec Hans Staub et Paul Senn de l’équipe du Zürcher Illustrierte fondé par Arnold Kübler. Il effectue ses premiers reportages pour les magazines Zürcher Illustrierte, Berliener Illustrierte et Föhn. En 1934, ils s’installe avec sa femme à Zollikon. Naissance de leur fils Kaspar.
Schuh est brièvement incarcéré à Berlin sous l’accusation d’espionnage, pour avoir photographié des membres des sections d’assaut, les Sturmabteilung. Il parvient à soustraire ses films et son reportage est publié dans le Zürcher Illustrierte. En 1937, il est à nouveau à Berlin pour la visite de Mussolini à Hitler.
En 1938, Schuh, à l’occasion d’une commande du Zürcher Illustrierte, part pour un voyage de onze mois en Indonésie. Il embarque à Gênes pour Singapour en passant par Port-Saïd et Colombo. Il séjourne à Sumatra, Java et Bali. À son retour, il divorce de Marga et déménage à Zurich. En 1940, il travaille à l’édition de son livre, Inseln der Götter – Iles des Dieux, fruit de son reportage pour le ZI, dont la première édition paraît en fin d’année et qui sera réimprimé douze fois.
Le Zürcher Illustrierte cesse sa parution en 1941. Schuh collabore à la nouvelle revue Du dirigée par Arnold Kübler. Il devient premier rédacteur du Neue Zürcher Zeitung. En 1942 paraît 50 Photographien, avec une introduction de son ami Edwin Arnet aux éditions Urs Graf Verlag à Bâle.
Il se remarie avec son assistante Annamarie Custer en 1944. En 1945 et en 1947 ils auront deux filles Claudia and Sibilla.
Avec Paul Senn, Walter Läubli, Werner Bischof et Jakob Tuggener, il crée en 1950 le « Kollegium Schweizerischer Photographen ». En 1952, Schuh présente le travail du photographe suisse Robert Frank dans le Neue Zürcher Zeitung. La même année, Edward Steichen accompagné de Robert Frank est à Zurich pour sélectionner les images des photographes suisses qui participeront à l’exposition The Family of Man au MoMa à New York en 1955. Robert Frank écrit à son sujet « Deux hommes m’ont beaucoup marqué, deux photographes suisses. Le premier, c’est Gotthard Schuh (le deuxième est Jakob Tuggener). On était amis, il était plus âgé que moi mais nous nous comprenions sans mal. J’aimais ses photos, il aimait les miennes. ».
En 1956, parution de Begegnungen – Instants donnés, instants volés, préfacé par Elisabeth Brock-Sultzer, avec un texte de Max-Pol Fouchet pour l’édition française. Il est « l’un des hérauts de la modernité photographique, appliquant les principes de la Nouvelle Vision : cadrages inattendus, gros plans, constructions géométriques.
Robert Frank lui rend visite en 1957. Il reçoit cette même année la médaille d’or de la Biennale de Venise. En 1958, l’exposition The Family of Man est présentée à Zurich, sa photo Javanischer Knabe qui représente un enfant javanais jouant, est utilisée pour l’affiche.
Il quitte la rédaction du Neue Zürcher Zeitung en 1960, et se remet à peindre l’année suivante. En 1961 il publie deux livres : Tessin. Rückblick auf ein Paradies, au Club du livre Ex Libris et chez Urs Graf Verlag Basel, et Tiermütter im Zoo chez Eugen Rentsch à Erlenbach et Tage in Venedig, Club du livre Ex Libris en 1964. Il expose en 1965 à la galerie Laübli à Zurich.
En 1967, alors qu’il est affaibli par la maladie, Gotthard Schuh travaille à la préparation de l’exposition Frühe Photographien, qui est inaugurée en septembre à Zurich. La même exposition est présentée en novembre au Kunsthaus d’Aarau, complétée par quelques peintures.
En 1968 cette exposition est présentée à l’ I.B.M. Gallery of Science and Art, à New York dans un format réduit. Cette même année, Schuh est nommé Cavaliere pour son travail sur l’Italie.
Atteint d’un cancer, et d’une sclérose en plaques dont les premiers symptômes étaient apparus dès 1935, Gotthard Schuh meurt à Küsnacht le 29 décembre 1969 à l’âge de 72 ans.

### Postérité
Une exposition – La photographie en Suisse de 1840 à aujourd’hui – faisant une large part au travail de Schuh, est organisée à la Fotostiftung Schweitz – Fondation suisse pour la photographie – à Winterthur en 1974.
En 1999, une rétrospective Gotthard Schuh est présentée aux Rencontres internationales de la photographie d’Arles.
Elle est suivie en 2000 d’une exposition organisée par Christian Caujolle à la Galerie Vu à Paris.
En 2009, l’exposition Gotthard Schuh, une approche amoureuse est présentée à Winterthur, puis en 2010 au musée Nicéphore Niépce de Chalon-sur-Saône, accompagnée d’un livre éponyme chez Steidl Verlag. En 2013 l’exposition L’ultima Venezia. Gotthard Schuh. Fotografie 1963, est présentée à Venise.

### Le fonds Gotthard Schuh
Le fonds Gotthard Schuh est conservé et administré par la Fotostiftung Schweitz. Il est constitué par ce qui était à l’origine un simple prêt effectué en 1980 par les héritiers du photographe. En l’an 2000, ils donnent de nombreux négatifs et tirages originaux issus de sa succession.

## Publications
- avec Gotthard Jedlicka : Zürich, Zürich, Oprecht & Helbling Verlag, 1935.
- 50 Photographien, introduction d’Edwin Arnet, Bâle, Urs Graf Verlag, 1942.
- Inseln der Götter – Iles des Dieux, Lausanne, La Guilde de Livre, 1954.
- Begegnungen – Instants donnés, instants volés, textes de Max-Pol Fouchet et Elisabeth Brock-Sultzer, Lausanne, Édition Clairefontaine, 1956.
- Tessin. Rückblick auf ein Paradies, texte de Titus Burckhardt, Zürich, Club du livre Ex Libris, 1961.
- Tiermütter im Zoo, Erlenbach, Eugen Rentsch, 1961.
- Tage in Venedig, Zürich, Club du livre Ex Libris, 1964.

## Expositions
(liste non exhaustive)

### Expositions personnelles
- 1967 : Frühe Photographien, Zurich, Aarau.
- 1968 : Frühe Photographien, I.B.M. Gallery of Science and Art, New York.
- 19 juin - 29 août 1982 : Gotthard Schuh. Photographien aus den Jahren 1929-1963, Kunsthaus, Zurich[5].
- 8 juillet - 15 août 1999 : Gotthard Schuh (1897-1969). Parlez-moi d'amour - Rétrospective, Rencontres internationales de la photographie, Arles[2],[6].
- 2000 : Gotthard Schuh (1897-1969), Galerie Vu, Paris[4].
- 30 mai - 11 octobre 2009 : Gotthard Schuh – Eine Art Verliebtheit, Fotostiftung Schweitz, Winterthur

puis 27 février - 30 mai 2010 : Gotthard Schuh – une approche amoureuse, Musée Nicéphore-Niépce, Chalon-sur-Saône.
- 2013 : L’ultima Venezia. Gotthard Schuh. Fotografie 1963, Istituto Veneto di Scienze Lettere e Arti, Palazzo Loredan, Venise[7].

### Expositions collectives
- 1955 : The Family of Man, Museum of Modern Art (MoMA), New York.
- 1958 : The Family of Man, Kunstgewerbemuseum, Zurich.
- 4 février - 16 mars 1986 : Ein Zeitbild 1930-1950 : Paul Senn, Hans Staub, Gotthard Schuh, drei Schweizer Photoreporter, Museum für Gestaltung, Bâle[8].
- 2017 : Étranger résident. La collection Marin Karmitz, La Maison rouge, Fondation Antoine de Galbert[9],[10].

## Distinctions
- 1957 : médaille d’or de la Biennale de Venise.
- 1967 : Cavaliere, en récompense de son travail sur l’Italie.